# Robert Jütte
 (décembre 2022).
Si vous disposez d'ouvrages ou d'articles de référence ou si vous connaissez des sites web de qualité traitant du thème abordé ici, merci de compléter l'article en donnant les références utiles à sa vérifiabilité et en les liant à la section « Notes et références ».
Robert Jütte (né le 12 septembre 1954 à Warstein) est un historien médical allemand. De 1990 à 2020, il dirige l'Institut d'histoire de la médecine de la Fondation Robert-Bosch (de) à Stuttgart.

## Biographie
Jütte étudie l'histoire, l'allemand et les sciences politiques à Marbourg, Londres et Münster en tant que boursier de la Fondation académique nationale allemande. Il obtient son doctorat à l'Université de Münster en 1982 et son habilitation en histoire moderne à l'Université de Bielefeld en 1990.
De 1983 à 1989, il est chargé de cours puis professeur d'histoire moderne à l'Université de Haïfa en Israël. En 1990, il devient directeur de l'Institut d'histoire de la médecine de la Fondation Robert-Bosch à Stuttgart. L'institut recherche comme objectif principal l'histoire de l'homéopathie ; la succession de Samuel Hahnemann est conservée à l'institut. En 1991, il est nommé professeur honoraire à l'Université de Stuttgart. Des invitations le conduisent aux universités d'Innsbruck (2001), de Zurich (2006/2007) et de l'ETH Zurich (2018).
Jütte publie de nombreux essais et livres sur l'histoire de la médecine, en particulier l'histoire des médecines alternatives, l'homéopathie et l'histoire sociale de la médecine ainsi que l'histoire quotidienne et culturelle.
Jütte est membre du conseil consultatif scientifique de l'Association médicale allemande depuis 1994, de 2001 à 2019, il est membre du conseil d'administration et de 2016 à 2019 vice-président. Il est également membre du conseil d'administration du Centre d'études allemandes de Venise (de). Il est également membre du conseil consultatif scientifique du Musée allemand de l'hygiène à Dresde (1993-2007) et secrétaire de l'Association européenne pour l'histoire de la médecine et de la santé. En 2018, il reçoit le "Docteur en lettres hébraïques" honoris causa de l'Institut pour l'apprentissage et le leadership juifs à Chicago, en 2020 la distinction Otto-Hirsch de la ville de Stuttgart.

## Axes de recherche
Ses recherches portent sur l'histoire sociale de la médecine, l'histoire des sciences, l'histoire urbaine comparée, l'histoire quotidienne et culturelle à l'époque moderne et l'histoire juive.

## Publications (sélection)

### En tant qu'auteur
- Sprachsoziologische und lexikologische Untersuchungen zu einer Sondersprache. Die Sensenhändler im Hochsauerland und die Reste ihrer Geheimsprache. Steiner, Wiesbaden 1978,  (ISBN 3-515-02660-6).
- Obrigkeitliche Armenfürsorge in deutschen Reichsstädten der frühen Neuzeit. Städtisches Armenwesen in Frankfurt am Main und Köln. Böhlau, Köln 1984,  (ISBN 3-412-03184-4) (zugleich: Dissertation, Universität Münster, 1982).
- Hedwig Hintze (1884–1942) – Die Herausforderung der traditionellen Geschichtsschreibung durch eine linksliberale jüdische Historikerin. In: Walter Grab (de): Juden in der deutschen Wissenschaft. Nateev Pr. and Publ. Enterprises, Tel-Aviv 1986, Tagungsband eines gleichnamigen Internationalen Symposiums an der Universität Tel-Aviv, Institut für Deutsche Geschichte, im April 1985 (= Jahrbuch des Instituts für Deutsche Geschichte (de). Beiheft 10).
- Abbild und soziale Wirklichkeit des Bettler- und Gaunertums zu Beginn der Neuzeit. Sozial-, mentalitäts- und sprachgeschichtliche Studien zum Liber vagatorum (1510). Böhlau, Köln 1988,  (ISBN 3-412-00288-7).
- Die Emigration der deutschsprachigen „Wissenschaft des Judentums“. Die Auswanderung jüdischer Historiker nach Palästina 1933–1945. Steiner, Stuttgart 1991,  (ISBN 3-515-05798-6).
- Ärzte, Heiler und Patienten. Medizinischer Alltag in der frühen Neuzeit. Artemis & Winkler, München/Zürich 1991,  (ISBN 3-7608-1932-X).
- Poverty and deviance in early modern Europe. Cambridge University Press, Cambridge 1994,  (ISBN 0-521-41169-6).
  - Übersetzung: Arme, Bettler, Beutelschneider. Eine Sozialgeschichte der Armut in der Frühen Neuzeit. Hermann Böhlaus Nachfolger, Weimar 2000,  (ISBN 3-7400-1118-1).
- Geschichte der Alternativen Medizin. Von der Volksmedizin zu den unkonventionellen Therapien von heute. Beck, München 1996,  (ISBN 3-406-40495-2).
- Geschichte der Sinne. Von der Antike bis zum Cyberspace. Beck, München 2000,  (ISBN 3-406-46767-9).
- Lust ohne Last. Geschichte der Empfängnisverhütung von der Antike bis zur Gegenwart. Beck, München 2003,  (ISBN 3-406-49430-7).
- „Ein Wunder wie der goldene Zahn“. Eine „unerhörte“ Begebenheit aus dem Jahre 1593 macht Geschichte(n). Thorbecke, Ostfildern 2004,  (ISBN 3-7995-0143-6).
- Samuel Hahnemann. Begründer der Homöopathie. DTV, München 2005,  (ISBN 3-423-24447-X).
- mit Wolfgang U. Eckart: Medizingeschichte. Eine Einführung. Böhlau, Köln 2007 (2. Auflage 2014,  (ISBN 978-3-8252-3927-5)).
- Medizin und Nationalsozialismus. Bilanz und Perspektiven der Forschung. Wallstein, Göttingen 2011,  (ISBN 978-3-8353-0659-2).
- Krankheit und Gesundheit in der Frühen Neuzeit. Kohlhammer, Stuttgart 2013,  (ISBN 978-3-17-022227-4).
- Leib und Leben im Judentum. Jüdischer Verlag im Suhrkamp Verlag, Berlin 2016,  (ISBN 978-3-633-54282-6). Englische Übersetzung: University of Pennsylvania, Philadelphia 2020.
- Bücher im Exil. Lebensspuren ihrer jüdischen Besitzer (= ZeitgeschichteN, Band 25). Metropol Verlag, Berlin 2022,  (ISBN 978-3-86331-658-7).

### En tant qu'éditeur
- Die Geschichte der Abtreibung. Von der Antike bis zur Gegenwart. C. H. Beck, München 1993 (Beck’sche Reihe. Band 1018),  (ISBN 3-406-37408-5).
- mit Neithard Bulst (de): Zwischen Sein und Schein. Kleidung und Identität in der ständischen Gesellschaft (= Saeculum. Band 44, Heft 1). Karl Alber Verlag, Freiburg im Breisgau 1993.
- Paracelsus heute – Im Lichte der Natur. Karl F. Haug Verlag, Heidelberg 1994.
- mit Wolfgang U. Eckart: Das europäische Gesundheitssystem. Gemeinsamkeiten und Unterschiede in historischer Perspektive (= Medizin, Gesellschaft und Geschichte, Beihefte. Band 4), Stuttgart 1994.
- mit John Woodward: Coping with Sickness. Historical Aspects of Health Care in a European Perspective. EAHMH-Publications, Sheffield 1995.
- Wege der Alternativen Medizin. Ein Lesebuch. C. H. Beck, München 1996.
- 'mit John Woodward: Coping with Sickness. Perspectives on Health Care, Past and Present. EAHMH-Publications, Sheffield 1996.
- mit Norbert Finzsch (de): Institutions of Confinement. Hospitals, Asylums, and Prisons in Western Europe and North America, 1500–1950. Cambridge University Press, New York 1996.
- mit Abraham P. Kustermann: Jüdische Gemeinden und Organisationsformen von der Antike bis heute. Böhlau Verlag, Wien 1996; Lizenzausgabe VMA-Verlag, Wiesbaden 1998.
- Geschichte der deutschen Ärzteschaft. Organisierte Berufs- und Gesundheitspolitik im 19. und 20. Jahrhundert. Deutscher Ärzte-Verlag, Köln 1997.
- Institutes for the History of Medicine and Health in Europe. A Guide. European Association for the History of Medicine and Health Publications, Sheffield 1997.
- mit Günter B. Risse, John Woodward: Culture, Knowledge, and Healing. Historical Perspectives of Homeopathic Medicine in Europe and North America. EAHMH-Publications, Sheffield 1998.
- mit Sander L. Gilman und Gabriele Kohlbauer-Fritz: „Der schejne Jid“. Das Bild des „jüdischen Körpers“ in Mythos und Ritual. Picus-Verlag, Wien 1998.
- mit John Woodward: Coping with Sickness. Medicine, Law and Human Rights. EAHMH-Publications, Sheffield 2000.
- mit Motzi Eklöf, Marie C. Nelson: Historical Concepts of Unconventional Medicine. Approaches, Concepts, Case Studies. EAHMH-Publications, Sheffield 2001.
- The Doctor on the Stage. Performing and curing in early modern Europe (= Themenheft der Zeitschrift Ludica. 5/6, 2001). Viella, Rom 2001, S. 61–261.
- Max Marcuse (Hrsg.): Handwörterbuch der Sexualwissenschaft. Enzyklopädie der natur- und kulturwissenschaftlichen Sexualkunde des Menschen (1926). Berlin 2001.
- mit Ole Peter Grell (de), Andrew Cunningham: Health Care and Poor Relief in 18th and 19th Century Northern Europe. Ashgate, Aldershot/Hants 2002.
- mit Arno Herzig, Hans Otto Horch (Hrsg.): Judentum und Aufklärung. Jüdisches Selbstverständnis in der bürgerlichen Öffentlichkeit. Vandenhoeck & Ruprecht, Göttingen 2002.
- mit Gerhard Hirschfeld (Hrsg.): Otto und Hedwig Hintze: „Verzage nicht und laß nicht ab zu kämpfen…“ Die Korrespondenz 1925–1940. Bearbeitet von Brigitta Oestreich (= Schriften der Bibliothek für Zeitgeschichte, N. F. 17) Klartext Verlag, Essen 2004.
- mit Martin Dinges (de) (Hrsg.): Samuel Hahnemann und sein Umfeld. Quellen aus der Sammlung der Deutschen Homöopathie-Union, bearbeitet von Heike Talkenberger, Karl F. Haug Verlag, Stuttgart 2005.
- mit Elisabeth Dietrich-Daum, Martin Dinges, Christine Roilo: Arztpraxen im Vergleich. 18.–20. Jahrhundert. Studien Verlag, Innsbruck, Wien, Bozen 2008.
- Zukunft der IndividualMedizin. Autonomie des Arztes und Methodenpluralismus. Deutscher Ärzte Verlag, Köln 2009.
- mit Mark H. Gelber, Jakob Hessing (Hrsg.) in Verbindung mit Dominic Bitzer, Doris Vogel und Michaela Wirtz: Integration und Ausgrenzung. Studien zur deutsch-jüdischen Literatur- und Kulturgeschichte bis zur Gegenwart. Niemeyer Verlag, Tübingen 2009.
- mit Uwe Israel (de), Reinhold C. Mueller: Interstizi. Culture ebraico-cristiane a Venezia e nei suoi domini dal medioevo all’età moderna. Edizioni di storia e letteratura, Rom 2010.
- Placebo in der Medizin. Deutscher Ärzteverlag, Köln 2011.
- mit Martin Dinges: The transmission of health practices (c. 1500 to 2000). Franz Steiner Verlag, Stuttgart 2011.
- Special Issue Complementary Therapies in Medicine. Band 21/4. Elsevier, Amsterdam 2013, S. 83–130: The Placebo Effect and its Ramifications for Clinical Practice and Research. An Expert Workshop.
- Medical Pluralism. Past – Present – Future. Franz Steiner Verlag, Stuttgart 2013.
- mit Romedio Schmitz-Esser (de): Handgebrauch. Geschichten von der Hand aus dem Mittelalter und der Frühen Neuzeit. Paderborn 2018.
- mit Michael Teut, Martin Dinges: Religiöse Heiler im medizinischen Pluralismus in Deutschland. Franz Steiner Verlag, Stuttgart 2019.